# Kurvengetriebe

Verbrennungsmotor:
Steuerung der Ventile mit Nockenwelle, schematisch (i. d. R. befindet sich zwischen Nocken und Ventil ein Stößel, s. Ventilsteuerung)

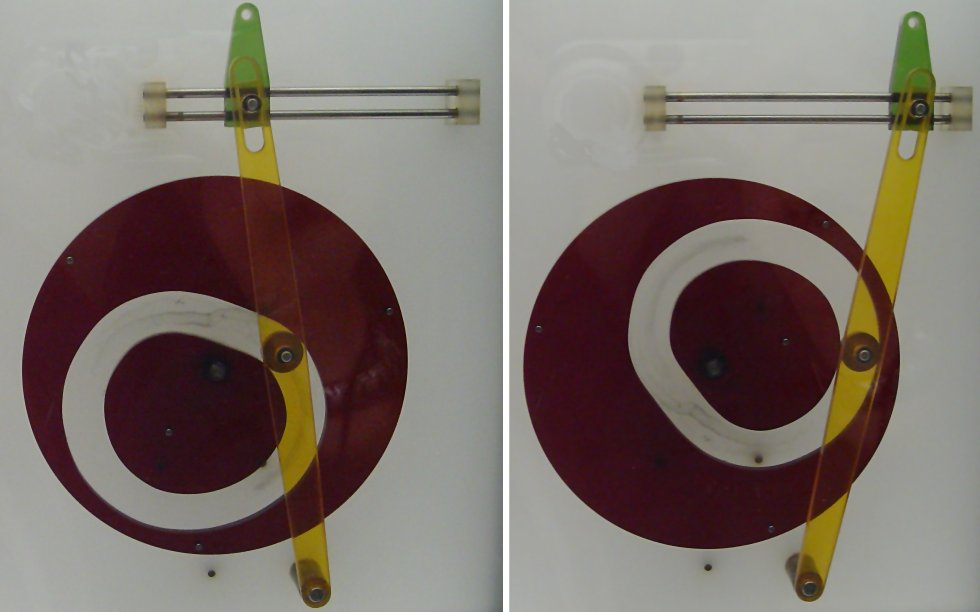
Kurvengetriebe mit Nutführung

Kurvengetriebe mit Nutführung als Rastgetriebe

Die  Kurvengetriebe sind eine der sechs grundlegenden Arten von Getrieben. Zusammen mit den Koppelgetrieben bilden sie die Gruppe der  ungleichförmig übertragenden Getriebe. Im Unterschied zu den Koppelgetrieben lassen sich mit ihnen theoretisch beliebige Bewegungsgesetze mit wenig Aufwand verwirklichen.
Als Kurvengetriebe werden Mechanismen bezeichnet, deren Abtriebsbewegung durch stetiges Abtasten eines drehbar gelagerten oder gerade geführten Kurventrägers mithilfe eines drehbar gelagerten oder gerade geführten Abgriffsglieds entsteht. Man unterscheidet zwischen 
- ebenen  (Kurventräger und Abgriffsglied bewegen sich in gleicher Ebene, s. erste beiden Abbildungen) und
- räumlichen (Bewegungsebenen schneiden sich, s. dritte Abbildung)

Kurvengetrieben.
Der Abgriff erfolgt teils einseitig: Der Abtaster läuft auf der Kurve, an die er durch Federkraft gedrückt wird (Beispiel: Ventil an Nockenwelle). Bei zu großen Beschleunigungen kann er von der Kurve abheben. Um das zu vermeiden, werden Zwangsführungen benutzt (Beispiel: Nutführung).
Die Gliederzahl der Kurvengelenkkette ist oft nur drei: Gestell, Kurventräger und Abtaster. Das “Abtastgelenk” (Kurvengelenk) hat den Freiheitsgrad f=2 (Gleiten und Wälzen z. B. in erster Abbildung).

## Arten
Kurvenkörper können ihre Kurve durch Rotation oder Längsverschiebung auf den Abtaster übertragen. Kurvengetriebe mit tangential anliegenden Abtastelementen werden als Scheibenkurven bezeichnet. Oft werden Kurvenkörper eingesetzt, die nur als Kreissegment ausgebildet sind und zum Zweck der Abtastung darum hin und her schwingen, entsprechend der Hin- und Herbewegung ebener Kurvenkörper.
Weitere Arten sind zum Beispiel Zylinderkurvengetriebe oder auch Globoidkurvengetriebe. Bei beiden Varianten werden die Abtastelemente (Kurvenrollen) durch die Bauform der Kurve zwangsgeführt.

## Einsatz
Kurvengetriebe werden sehr häufig in der Automation sowie in Verpackungsmaschinen eingesetzt. Zum Beispiel um Schalter zu bedienen, Teile zu transportieren oder um komplizierte Bewegungsabläufe (schnellstmöglich und absolut präzise) auszuführen. Am geläufigsten ist der Einsatz in Verbrennungsmotoren, wo Kurvenscheiben (Nockenwelle) das Öffnen und Schließen der Ventile steuern. Von dort ist auch das Problem des Abhebens des Abtasters bekannt (Ventilflattern).

## Synthese
Die Synthese von Kurvengetrieben geht meistens einher mit der Synthese von Koppelgetrieben, die üblicherweise die abgetasteten Bewegungen weiterleiten und umformen. Es gibt spezielle Kurvenformen zur Optimierung des Abtastverhaltens:
- Beschleunigungsoptimal
- Geräuschminimierend
- Geschwindigkeitsoptimal
- Kraftoptimal

und weitere Variationsmöglichkeiten. Dazu werden im Allgemeinen entsprechende Bewegungsgesetze wie z. B. modifizierte Sinoiden, Polynome oder Trapezoide verwendet. Die gängigsten Bewegungsgesetze sind in der VDI-Richtlinie 2143 festgelegt.